# Dinoderus nitidus
Dinoderus nitidus är en skalbaggsart som beskrevs av Pierre Lesne 1897. Dinoderus nitidus ingår i släktet Dinoderus och familjen kapuschongbaggar. Inga underarter finns listade i Catalogue of Life.

## Bildgalleri

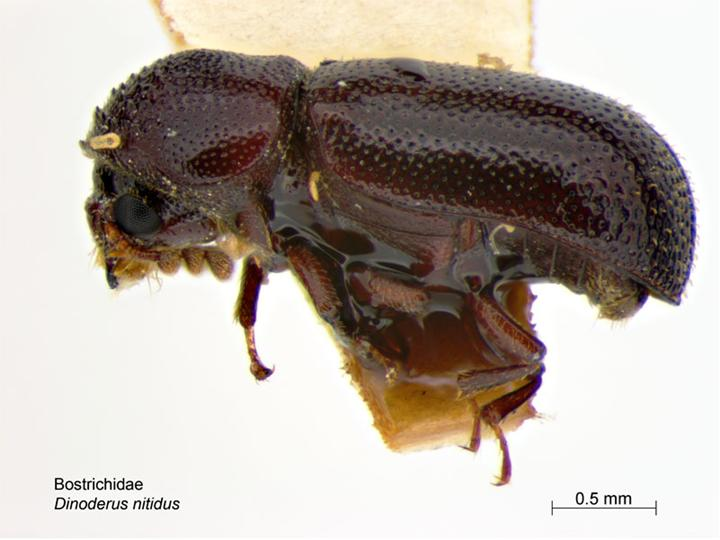